# Carol & Company
Carol & Company foi um programa de humor estadunidense, exibido originalmente pela rede NBC entre 1990 e 1991, sendo estrelado por Carol Burnett.

## Premissa
Ao contrário dos outros programas de televisão de Carol Burnett, este era um programa de humor com esquetes de longa duração, geralmente, ocupando todo o horário de exibição do programa, com cada um dos membros da "companhia" interpretando diferentes personagens a cada semana.

## Elenco
- Anita Barone
- Meagen Fay
- Richard Kind
- Terry Kiser
- Peter Krause
- Jeremy Piven

## Prêmios
Primetime Emmy
- 1991 Melhor guarda-roupa em série de variedades ou musical para Ret Turner e Bob Mackie
- 1990 Melhor participação especial em série de comédia para Swoosie Kurtz